# Hans Weiditz, o Jovem
Hans Weiditz, o Jovem (Freiburg im Breisgau, 1495 — Berna, 1537) foi artista e ilustrador alemão. Também conhecido como "O Mestre de Petrarca" por causa das gravuras que criou para ilustrar a obra do humanista italiano "De remediis utriusque fortunae" (1532). Sua marca registrada foram as cenas bem humoradas e caricaturas de trabalhadores e pessoas comuns, onde muitas foram criadas para ilustrar as máximas de abstração filosófica de Cícero e Petrarca.

## Obras ilustradas por Hans Weiditz
- Der Altenn Fechter anfengliche Kunst, Christian Egenolff, (Frankfurt am Main. 1529)
- Petrarch De Remediis Utriusque Fortunae, ou Remédios para a boa e a má sorte 1532
- Herbarum vivae eicones ad naturae imitationem, (Imanges de plantas vivas como imitação da vida), publicada em Estrasburgo entre 1530 e 1536 por Otto Brunfels
- De Officiis, de Cícero - 1531
- O Asno de Ouro, de Apuleio, 1538
- Comédias, de Plauto